# Бухта Анастасии
Бухта Анастасии — бухта северо-восточного побережья Камчатского края, на территории Олюторского района. Расположена к северо-востоку от бухты Натальи между мысами Дырявым и Складчатым, в отрогах хребтов Олюторский и Укэлаят Корякского нагорья, разделённых долиной реки Ильпивеем. В северной части бухты есть небольшая бухта Ресина, отгороженная мысом Линдгольма. 
Юго-западный и северо-восточный берега бухты высокие, обрывистые и скалистые. В вершине бухты (урочище Ямямиынго) местность низменная и заболоченная. В бухту впадают реки Ильпивеем (Ильпи) и Итчайваям (при впадении образует одноимённый лиман).
В XX веке здесь располагалось крупное лежбище моржей, однако к 2020-м годам лежбище исчезло, как полагают учёные, из-за климатических изменений и антропогенной нагрузки. Встречаются ларги, сивуч, акиба, лахтак. По неподтверждённым данным, есть гнездовья внесённого в Красную книгу России гуся-белошея.
Встречаются бурые медведи, соболь. Заходят круизные суда. Есть термоминеральные источники.

## История
Название бухте дал в 1885 году российский мореплаватель Фридольф Гек, который детально описал её в ходе экспедиции на шхуне «Сибирь». Предположительно, название дано в честь дочери Гека.
В 1910 году бухту исследовала, в том числе совершила промеры глубин, русская экспедиция на ледоколах «Вайгач» и «Таймыр».
В 1983 году решением исполнительного комитета Камчатского областного совета народных депутатов бухте был присвоен статус особо охраняемой природной территории — памятника природы регионального значения «Бухта Анастасии». Профиль: ландшафтный, зоологический.

## Комментарии
1. ↑  Названа Фридольфом Геком в честь участника плавания на шхуне «Сибирь» штабс-капитана А. А. Ресина[2]. На географических картах и в справочной литературе часто именуется с искажением: «Россина», «Рессина».